# Labbra (film)
Labbra (Sensations) è un film pornografico del 1975 diretto da Lasse Braun.
Proiettato al Festival di Cannes, divenne il primo film pornografico europeo ad essere distribuito negli Stati Uniti d'America.
Considerata un classico della Golden Age of Porn, nel 1987 la pellicola è stata inserita nella XRCO Hall of Fame.

## Trama

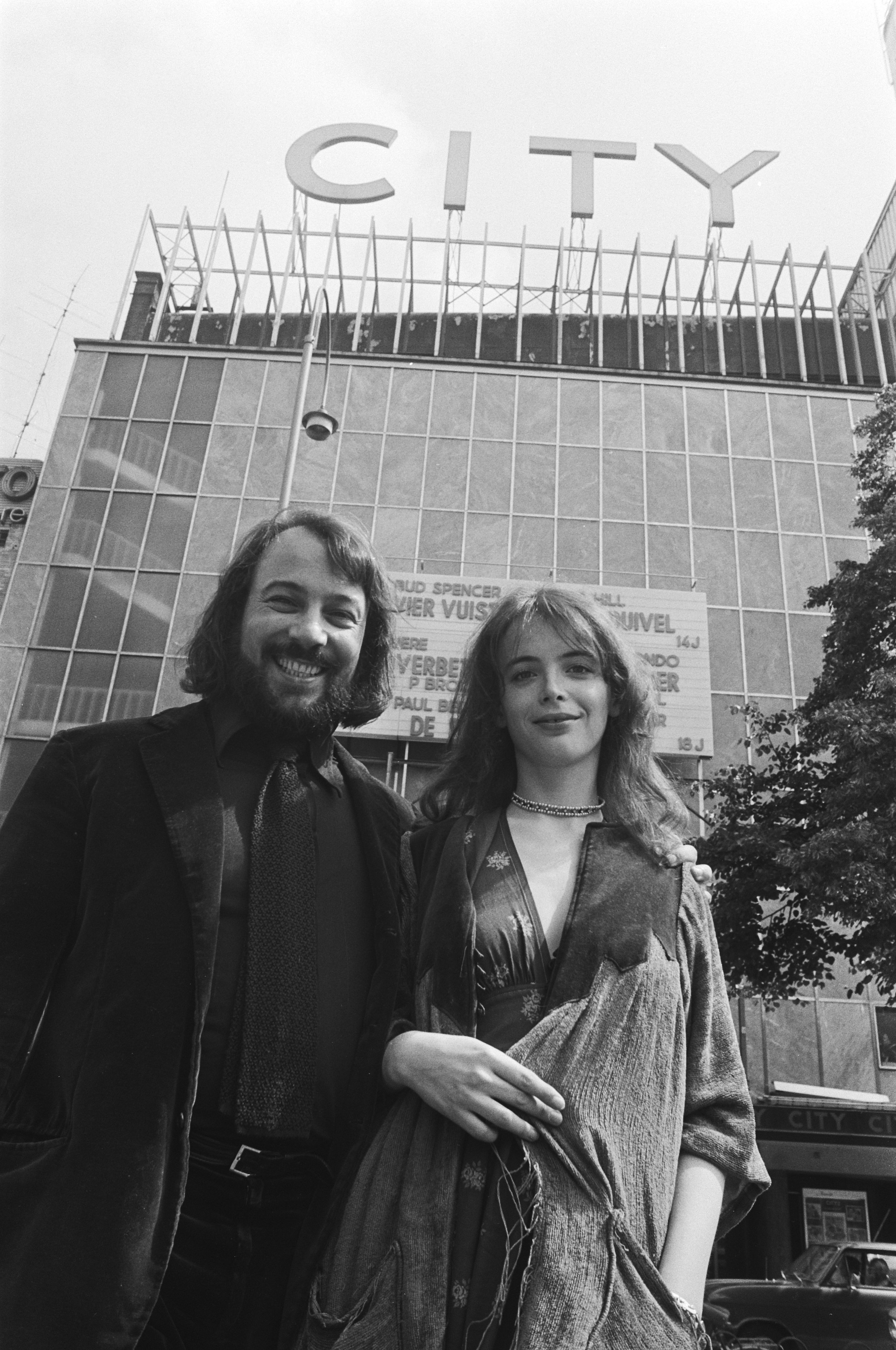
Lasse Braun e Brigitte Maier nel 1976

Due ragazze viaggiano fino ad Amsterdam in cerca di stimolanti avventure sessuali.

## Produzione
Il budget di realizzazione del film fu di 250.000 dollari circa.

## Distribuzione
- Pic America (1975) (USA) (cinema)
- Rosenbergs Filmbyrå (1976) (Svezia) (cinema)
- Oppidan Film Productions (1977) (GB) (cinema)
- Alpha Blue Archives (2000) (USA) (VHS)
- Caballero Home Video (2001) (USA) (DVD)
- Tabu & Love Film (2012) (Germania) (DVD)
- A.Z. Associated Film Distributors (1981) (Australia) (cinema)
- Blue Video (USA) (VHS)
- General Video of America (GVA) (USA) (VHS)
- Liberty Video (Francia) (VHS)
- Video Classics (1982) (Australia) (video)